# Polyconia
Polyconia là một chi bọ cánh cứng trong họ Chrysomelidae.
Chi này được miêu tả khoa học năm 1905 bởi Weise.

## Các loài
Các loài trong chi này gồm:
- Polyconia caroli (Leprieur, 1883)
- Polyconia fragilis Uhmann, 1954
- Polyconia spinicornis (Kraatz, 1895)